# Hydrotriche mayacoides
Hydrotriche mayacoides är en grobladsväxtart som beskrevs av A. Raynal-roques. Hydrotriche mayacoides ingår i släktet Hydrotriche och familjen grobladsväxter. Inga underarter finns listade i Catalogue of Life.